# Ga Bangi
Ga Bangi là ga tàu điện ngầm trên Tàu điện ngầm vùng thủ đô Seoul tuyến 5.

## Bố trí ga
| Công viên Olympic ↑ |
| \| W/B              |
| ↓ Ogeum             |

| Hướng Tây  | ●Tuyến 5 | ← Hướng đi Gangdong · Wangsimni · Gwanghwamun · Banghwa |
| Hướng Đông | ●Tuyến 5 | → Hướng đi Ogeum · Gaerong · Geoyeo · Macheon →         |